# Rother Bluestage
Die Rother Bluestage sind ein Musikfestival in den Bereichen Blues, Soul, Jazz, u. a., das seit 1992 jährlich Ende März oder Anfang April von der Kulturfabrik, dem Gastspielhaus der mittelfränkischen Kreisstadt Roth, veranstaltet wird.

## Das Festival

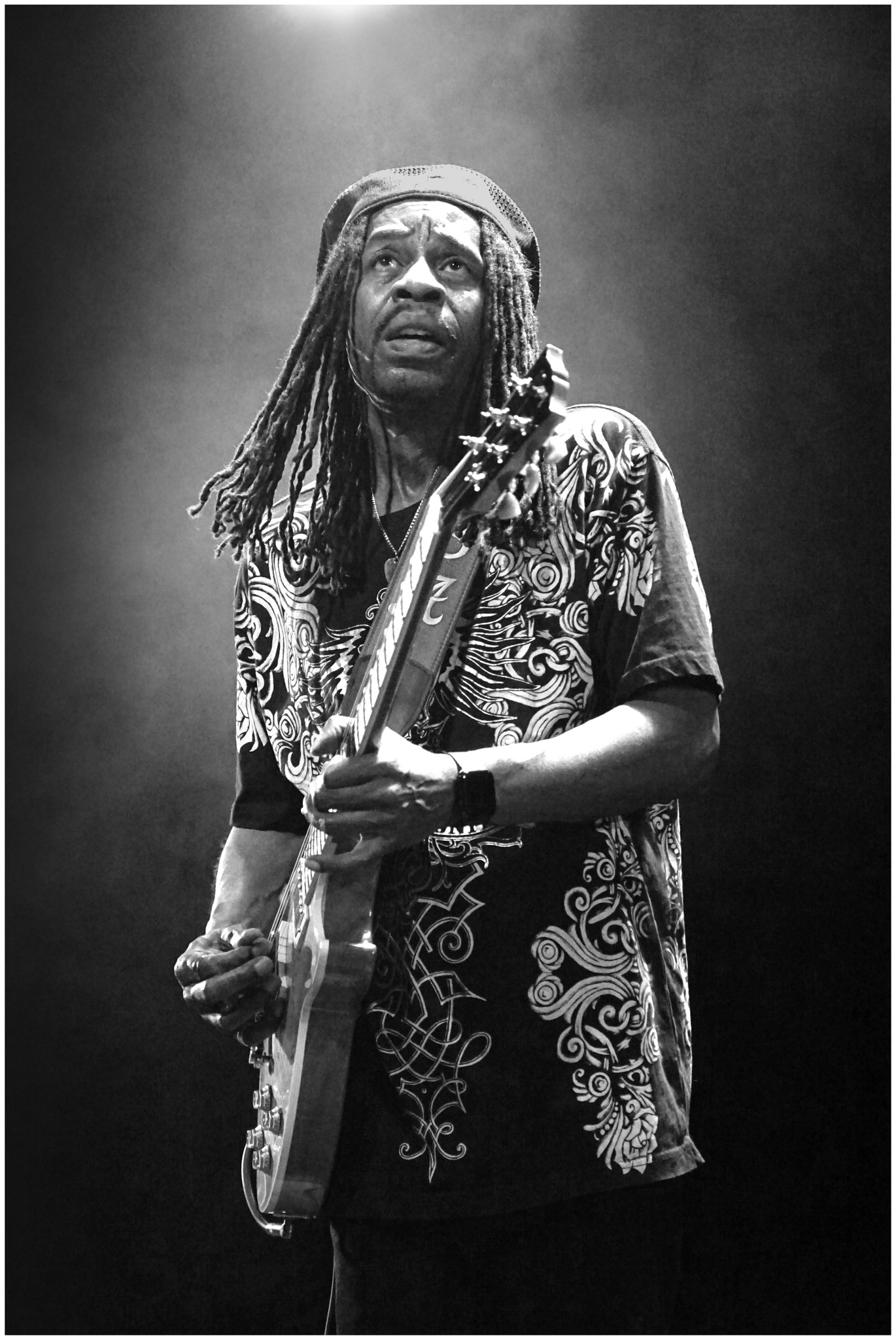
Bernard Allison bei den 30. Rother Bluestagen 2023

Die Rother Bluestage zeichnen sich durch ihre Kontinuität und Innovationsfreude aus. So sind seit jeher nicht nur renommierte Blues- und andere Musiker Teil des Programms, sondern es wird auch stets danach gestrebt, über den Tellerrand hinauszublicken, ganz im Sinne des Mottos „Think outside the box“. Die Bluestage bieten aufstrebenden Nachwuchstalenten eine Plattform für eine internationale Karriere und sind für ihre familiäre Atmosphäre bekannt. Die Nähe des Publikums zur Bühne, nie weiter als 15 Meter entfernt, verleiht dem Festival eine besondere Intimität. Die Veranstaltenden setzen dabei auf eine ausgewogene Mischung aus internationalen und deutschen Künstlerinnen und Künstlern sowie Newcomern. Neben der Hauptbühne in der Kulturfabrik sind auch Kneipen, Clubs und Gasthäuser als Spielstätten in das Festivalgeschehen integriert.
Die Bluestage zählen zu den bedeutenden Bluesfestivals in Deutschland und genießen auch international einen ausgezeichneten Ruf. Jedes Jahr verleiht es der kleinen mittelfränkischen Kreisstadt Roth in den ersten warmen Frühlingstagen ein ganz besonderes Flair, wenn weltweit bekannte Musiker anreisen.

## Geschichte
Gegründet im Jahr 1992 im Rother Café WunderBar, wuchsen die Bluestage in Zusammenarbeit mit der Kulturfabrik, dann unter alleiniger Kulturfabrik-Regie, schnell zu einem Festival heran. Von anfänglich wenigen Bands entwickelte es sich zu einem Festival mit 15, 16, bis zu 17 Konzerten. Die steigenden Besucherzahlen zeugen von einem stetig wachsenden Bekanntheitsgrad. Die Bluestage sind gleichermaßen beim Publikum beliebt, das teilweise aus der Schweiz und Österreich anreist, als auch bei den Musikern und Bands, die Roth regelmäßig beehren. Die 31. Rother Bluestage beginnen am 16. März 2024.
Eine Auswahl der aufgetretenen Gruppen:
- 1994 Luther Allison, Gary Wiggins & Band u. a.

- 1995 Joanna Connor, Louisiana Red, Sydney Ellis u. a.

- 1996 Johnny Guitar Watson, Robben Ford, Irek Dudek u. a.
- 1997 Bernard Allison, Madeleine Peyroux, Calvin Owens u. a.

- 1998 Robben Ford, The Weather Girls, Angela Brown u. a.
- 1999 Eric Bibb, Aynsley Lister, Memo Gonzalez u. a.
- 2000 Bill Wyman, Canned Heat, Kevin Coyne u. a.
- 2001 James Brown, Peter Green, Ana Popovic u. a.
- 2002 Eric Burdon, Bernard Allison, Inga Rumpf u. a.
- 2003 John Mayall, Walter Trout, Mardi Gras.bb u. a.
- 2004 Popa Chubby, Ivan Neville, Magic Slim u. a.
- 2005 Chris Farlowe, Big Jack Johnson, Phil Guy u. a.
- 2006 Joe Bonamassa, Eric Burdon, Snowy White u. a.
- 2007 Colosseum, Ten Years After, Inga Rumpf u. a.
- 2008 Gary Moore, Mothers Finest, Shemekia Copeland u. a.
- 2009 Marla Glen, Popa Chubby, John Lee Hooker Jr. u. a.
- 2010 Joan Armatrading, Mick Taylor, Eric Bibb u. a.
- 2011 Peter Frampton, Jon Lord, Savoy Brown u. a.
- 2012 Nina Hagen, Walter Trout, Philip Sayce u. a.
- 2013 Johnny Winter, Ten Years After, The Brew u. a.
- 2014 Popa Chubby, Ruthie Foster, Uriah Heep
- 2015 Eric Bibb, JJ Grey & Mofro, Duke Robillard u. a.
- 2016 Royal Southern Brotherhood, The Pretty Things, Donovan u. a.
- 2017 Tedeschi Trucks Band, Bettye LaVaette, Joe Louis Walker u. a.
- 2018 Maceo Parker, Savoy Brown, Naturally 7 u. a.
- 2019 Walter Trout, Andrew Strong, Jane Lee Hooker u. a.
- 2020 wegen Corona ausgefallen
- 2021 wegen Corona ausgefallen
- 2022 Aynsley Lister, Kinga Glyk, Catfish u. a.
- 2023 Samantha Fish, Thomas D, Bernard Allison u. a.